# Socorro, Texas
Socorro là một thành phố thuộc quận El Paso, tiểu bang Texas, Hoa Kỳ. Năm 2010, dân số của xã này là 32013 người.

## Dân số
- Dân số năm 2000: 27152 người.
- Dân số năm 2010: 32013 người.